# Flådedepot Fylleledet
Flådedepot Fylleledet er et depot, der tidligere har tilhørt og været brugt af søværnet, men som i dag er på private hænder.

## Historien
Bygningen af Flådedepot Fylleledet blev startet i 1951 og afsluttet i 1954[kilde mangler] i Fylleledet skov umiddelbart vest for Frederikshavn, efter at tyskerne ved besættelsens ophør forlod området. Tyskerne havde oprettet et ammunitionsdepot med 7 større og 2 mindre bunkere i 1941. I årene derefter tjente depotet som opbevaringsplads for artillerigranater, håndvåbensammunition og torpedoer. På depotet blev der endvidere oprettet et antal værksteder, hvor der kunne laves mindre servicearbejde på torpedoer.
I midten af 1990'erne[kilde mangler], blev der foretaget en større ændring af depot-anvendelsen under Flådestation Frederikshavn, og depot Fylleledet overgik til primært at være ubåds-depot. Ved samme ændring udgik opbevaringen af håndvåbenammunition og artillerigranater, til gengæld indgik nu opbevaringen af de store batterier fra ubådene.

## Solgt
I 2004 blev Depot Fylleledet afhændet til en privat køber for 3.422.000,-.

## Offentligt tilgængeligt
I dag er depot Fylleledet offentligt tilgængeligt i dagtimerne og anvendes af bl.a. spejdere, til udstillinger, til geocaching og af folk, der blot ønsker en gåtur i dette stykke unikke natur, der også er kendt som "Den Hemmelige Skov".